# Juan Bautista Pedemonte
Pour les articles homonymes, voir Pedemonte (homonymie).

a Compétitions nationales et continentales officielles uniquement.

b Matchs officiels uniquement.
Dernière mise à jour le 20 octobre 2024.
Juan Bautista Pedemonte, né le 14 mars 2000 à Santiago del Estero (Argentine), est un joueur international argentin de rugby à XV jouant aux postes de troisième ligne aile ou de troisième ligne centre au RC Vannes depuis 2022.

## Biographie

### Jeunesse et formation
Originaire de Santiago del Estero, Juan Bautista Pedemonte est formé au Santiago Lawn Tennis Club (es), avec qui il participe au Championnat régional de Noroeste.
Il commence sa carrière internationale avec les Pumitas, représentant l'Argentine lors de deux Championnats du monde junior en 2018 et 2019.

### Début de carrière professionnelle avec les Jaguares (2020-2022)
En 2020, à l'âge de 19 ans, Juan Bautista Pedemonte est sélectionné pour évoluer avec les Jaguares,, et fait ses débuts en Super Rugby. Toutefois, sa saison est écourtée en raison de la suspension du tournoi pour cause de pandémie de Covid-19.
En 2022, Juan Bautista Pedemonte est retenu avec les Jaguares afin de disputer la Súperliga Americana de Rugby. Lors de la saison, il atteint les demi-finales avec son équipe mais s'incline face à Selknam.

### Départ en France au RC Vannes (depuis 2022)
En 2022, Juan Bautista Pedemonte rejoint la France et le club du RC Vannes en Pro D2. Pour sa première saison en Bretagne, Pedemonte et Vannes atteignent les demi-finales, étant éliminés par Oyonnax Rugby.
La saison suivante, il se révèle encore davantage en disputant vingt-six rencontres et en inscrivant neuf essais. En fin de saison, il remporte la finale de Pro D2 en s'imposant face au FC Grenoble, permettant au club breton d'accéder au Top 14 pour la première fois de son histoire.
Durant l'été 2024, il est retenu par Felipe Contepomi dans le groupe des Pumas pour la tournée de l'équipe de France en Amérique du Sud. Il fait ses débuts contre la France à Mendoza. Ainsi, après Juan Manuel Leguizamón, Facundo Isa et Tomás Lezana, il devient le quatrième joueur des Pumas originaire de Santiago del Estero. Il est ensuite retenu pour le Rugby Championship mais ne dispute aucun match.
En octobre 2024, Pedemonte prolonge son contrat avec le RC Vannes jusqu'en 2025.

## Palmarès
- RC Vannes
  - Vainqueur du Championnat de France de 2e division en 2024